# Ян Меля
Ян Меля (на полски: Jan Mela) е полски полярник. През 2004 година става най-младият човек достигнал до Северния полюс, а също така и първият човек с физическо увреждане достигнал до това място. Осем месеца по-късно достига и до Южния полюс, където пак поставя същите рекорди.

## Биография
Ян Меля е роден на 30 декември 1988 година в Гданск.
През 2002 година с Ян Меля се случва тежък инцидент – на 13-годишна възраст претърпява тежък токов удар, като резултатът са множество изгаряния, вследствие на които се налага ампутация на левия му крак под коляното и дясната ръка под лакътя.
На 15-годишна възраст, едва две години след инцидента, който го оставя без крак и без ръка, на 24 април 2004 година, Ян Меля достига до Северния полюс. Той е член на 4-членна експедиция, носеща името „Заедно до Полюса“ и водена от полския полярен изследовател Марек Камински.
На 31 декември 2004 година, само 8 месеца по-късно, достига до Южния полюс.
В края на 2010 година Меля прави изкачване по прочутата стена „Ел Капитан“ в парка Йосемити.
Той е председател на благотворителна фондация, чиято мисия е да насърчава за активен живот хората с увреждания.